# Wellsburg (Iowa)
Wellsburg – miasto w Stanach Zjednoczonych, w stanie Iowa, w hrabstwie Grundy. Zgodnie ze spisem statystycznym z 2000 roku, miasto liczyło 716 mieszkańców.